# San José de la Amistad
San José de la Amistad är en ort i Mexiko.   Den ligger i kommunen San Miguel de Allende och delstaten Guanajuato, i den centrala delen av landet, 230 km nordväst om huvudstaden Mexico City. San José de la Amistad ligger 2 025 meter över havet och antalet invånare är 259.
Terrängen runt San José de la Amistad är platt åt nordost, men åt sydväst är den kuperad. Runt San José de la Amistad är det ganska tätbefolkat, med 96 invånare per kvadratkilometer. Närmaste större samhälle är San Miguel de Allende, 3,4 km väster om San José de la Amistad. Trakten runt San José de la Amistad består i huvudsak av gräsmarker.